# Seleções participantes da Copa das Confederações FIFA de 2017
A seguinte lista mostra todos os jogadores convocados para a disputa da Copa das Confederações FIFA de 2017. Cada elenco contém 23 jogadores, sendo que 3 destes são goleiros. Jogadores da lista final podem ser substituidos devido a lesões até 24 horas antes do seu primeiro jogo. A lista oficial de convocados foi divulgado pela FIFA em 8 de junho de 2017.

## Grupo A

### Rússia
Treinador: Stanislav Cherchesov

### Nova Zelândia
Treinador:  Anthony Hudson

### Portugal
Treinador: Fernando Santos

### México
Treinador:  Juan Carlos Osorio

## Grupo B

### Camarões
Treinador:  Hugo Broos

### Chile
Treinador:  Juan Antonio Pizzi

### Austrália
Treinador: Ange Postecoglou

### Alemanha
Treinador: Joachim Löw